# Relació de Tully-Fisher
La relació de Tully-Fisher és considerada una candela estàndard en astronomia. Fou publicada pels astrònoms R. Brent Tully i J. Richard Fisher el 1977 i permet estimar la distància a què es troba una galàxia espiral a partir de l'amplada de les línies del seu espectre.
La relació, derivada de la forma empírica, estableix que la lluminositat d'una galàxia espiral és proporcional a la quarta potència de la seva velocitat màxima de rotació que, alhora, es determina a partir de l'amplada de les línies espectrals, en particular de la línia a 21 cm emesa per l'hidrogen neutre de la galàxia. Coneguda la lluminositat L és possible determinar la distància d per comparació entre la primera i la magnitud aparent m. Segueix la forma següent:
{\displaystyle L(d,m)\propto (V_{max})^{\alpha }\qquad \alpha \simeq 3.8}
L'amplada de la línia de 21 cm es deu, en les galàxies espirals, principalment a la rotació. Si una galàxia està giravoltant, l'espectre de l'hidrogen del lateral que gira cap a nosaltres tindrà un lleuger desplaçament cap al blau i el corresponent al que gira al contrari patirà un lleuger desplaçament cap al roig, comparats amb l'espectre mitjà de la galàxia en conjunt. La suma de tots aquests components, amb majors o menors desplaçaments cap al roig o cap al blau, produeix un eixamplament de la línia, tant més gran com més ràpida sigui la rotació. Per una altra part, com que la força centrífuga, que depèn de la velocitat de rotació, i la gravitació, que depèn de la massa, estan equilibrades, la massa i la velocitat de rotació estan relacionades. Finalment, la relació assumeix que les galàxies més massives tendeixen a tenir lluminositats absolutes proporcionalment majors, cosa que justifica la relació trobada entre amplada de les línies i lluminositat.
Per a galàxies el·líptiques hi ha una relació similar anomenada relació Faber-Jackson, però basada en la velocitat de dispersió ({\displaystyle \sigma }) i no en la de rotació, ja que aquestes galàxies (en general) a penes tenen rotació.